# Titterten
Titterten ist eine politische Gemeinde im Bezirk Waldenburg des Kantons Basel-Landschaft in der Schweiz.

## Geographie

Historisches Luftbild von Werner Friedli von 1953

Die Gemeinde Titterten liegt am Rand des Faltenjuras auf einem Höhenzug zwischen den beiden Frenkentälern auf 668 m ü. M. Die Nachbargemeinden sind Liedertswil im Süden, Oberdorf im Südosten, Niederdorf im Osten, Arboldswil im Norden und Reigoldswil im Westen.

## Geschichte
1152 Driritum, 1189 Titeritun, 1218 Thierutun, 1226 Titritun, 1347 Titritten, 1415 Titterten (dialektisch «Ditterte»). In der seltsamen Namensform steckt wohl die keltorömische Endung «dunum», welche «fester Ort» oder in erweiterter Auslegung auch «Festung» bedeutet. Diese Endung ist verwandt mit unserem «Zuun» (Zaun) und bezeichnet einen eingehagten Platz, einen festen Ort.

## Wappen
Blasonierung:
In Gold ein hersehender, gespreizt stehender, blondhaariger, rotnimbierter, blau gewappneter und gespornter Heiliger in natürlichen Farben mit silbernem Schwert den roten Mantel teilend
Der Heilige ist Martin von Tours, die Flaggenfarben sind Gelb und Rot. Das heute gültige Wappen wurde von der Einwohnergemeindeversammlung am 19. November 1943 genehmigt.

## Persönlichkeiten
- Christian Miesch (* 1948), alt Nationalrat

## Bilder

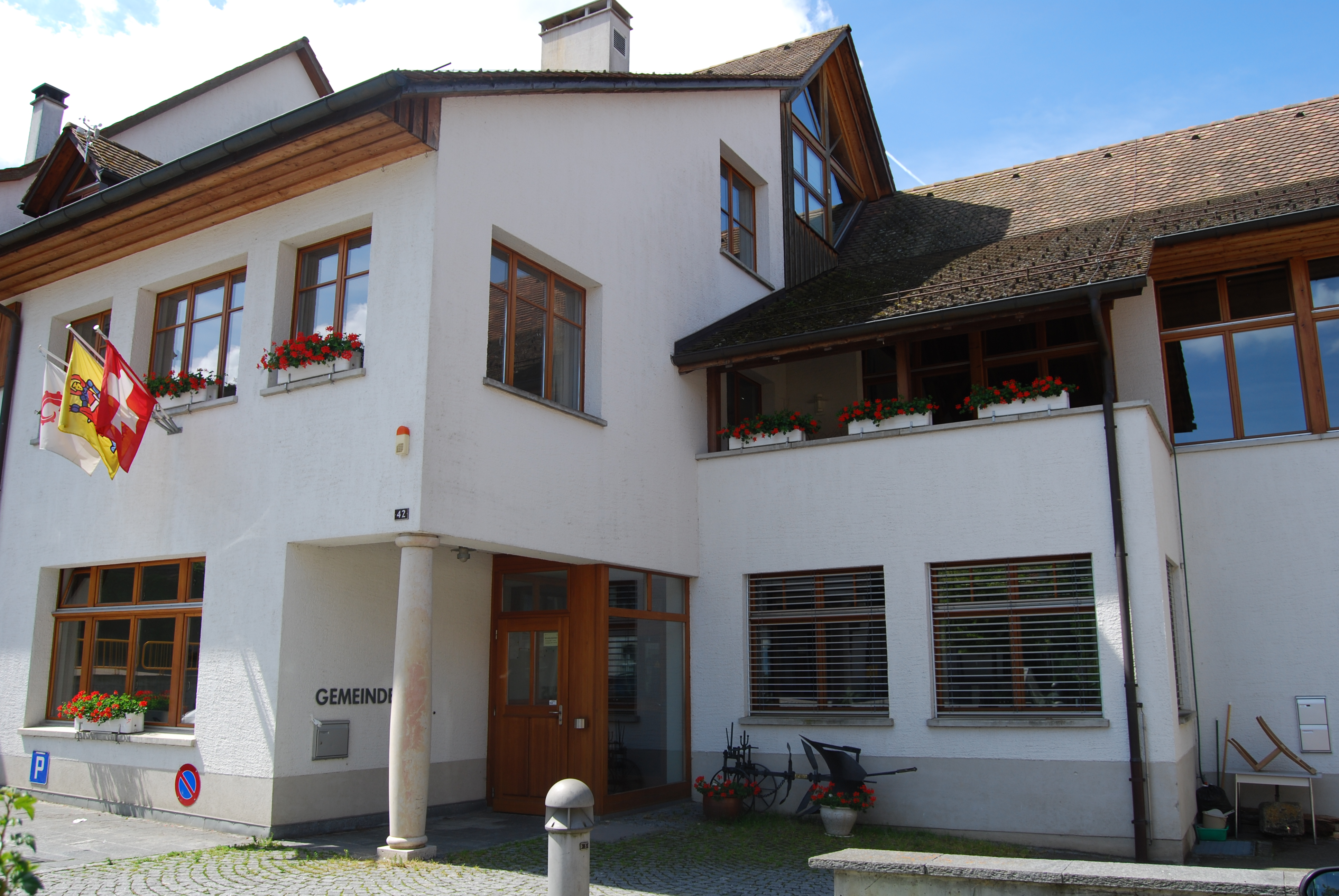
Gemeindehaus
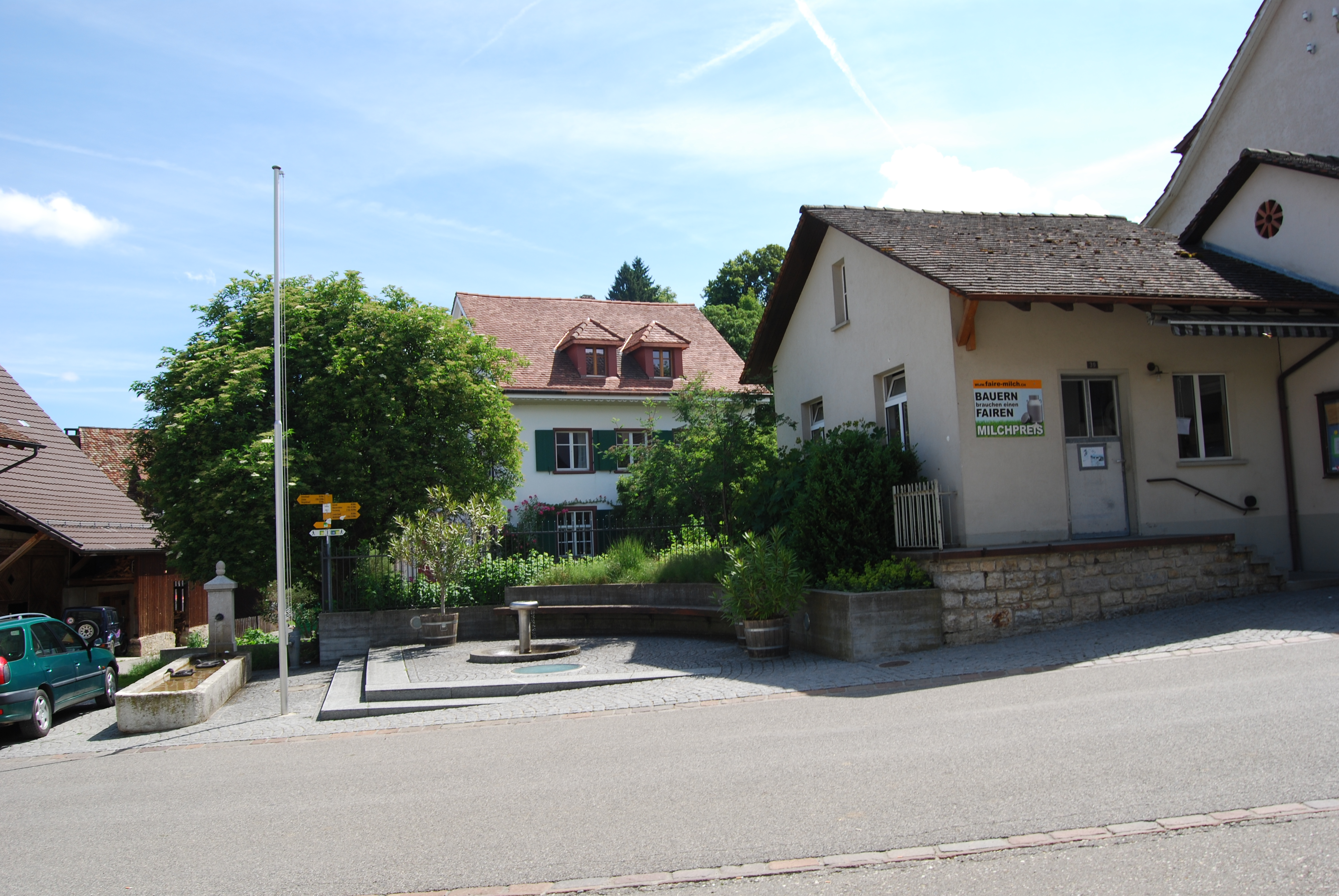
Platz im Dorfzentrum
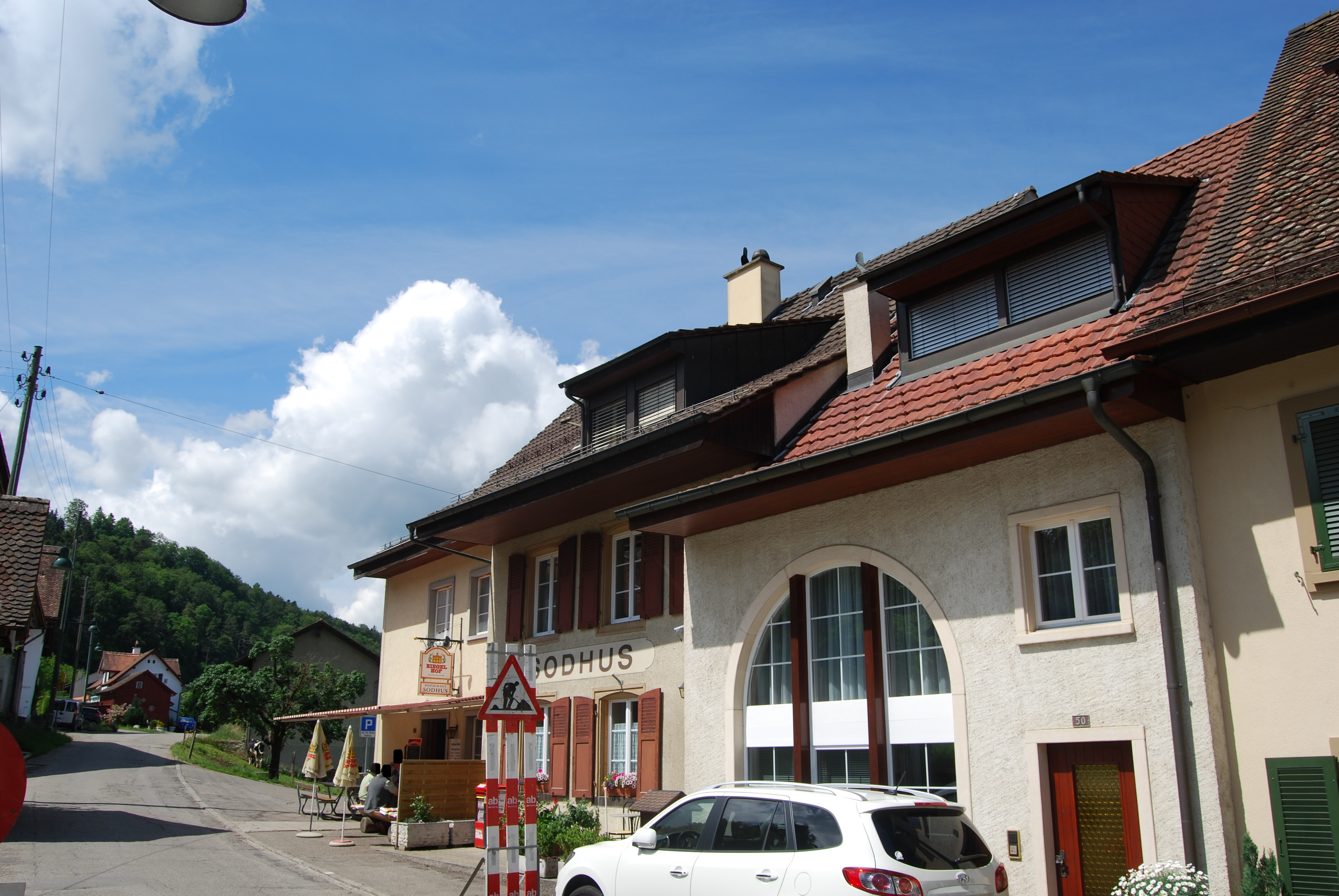
Sodhus
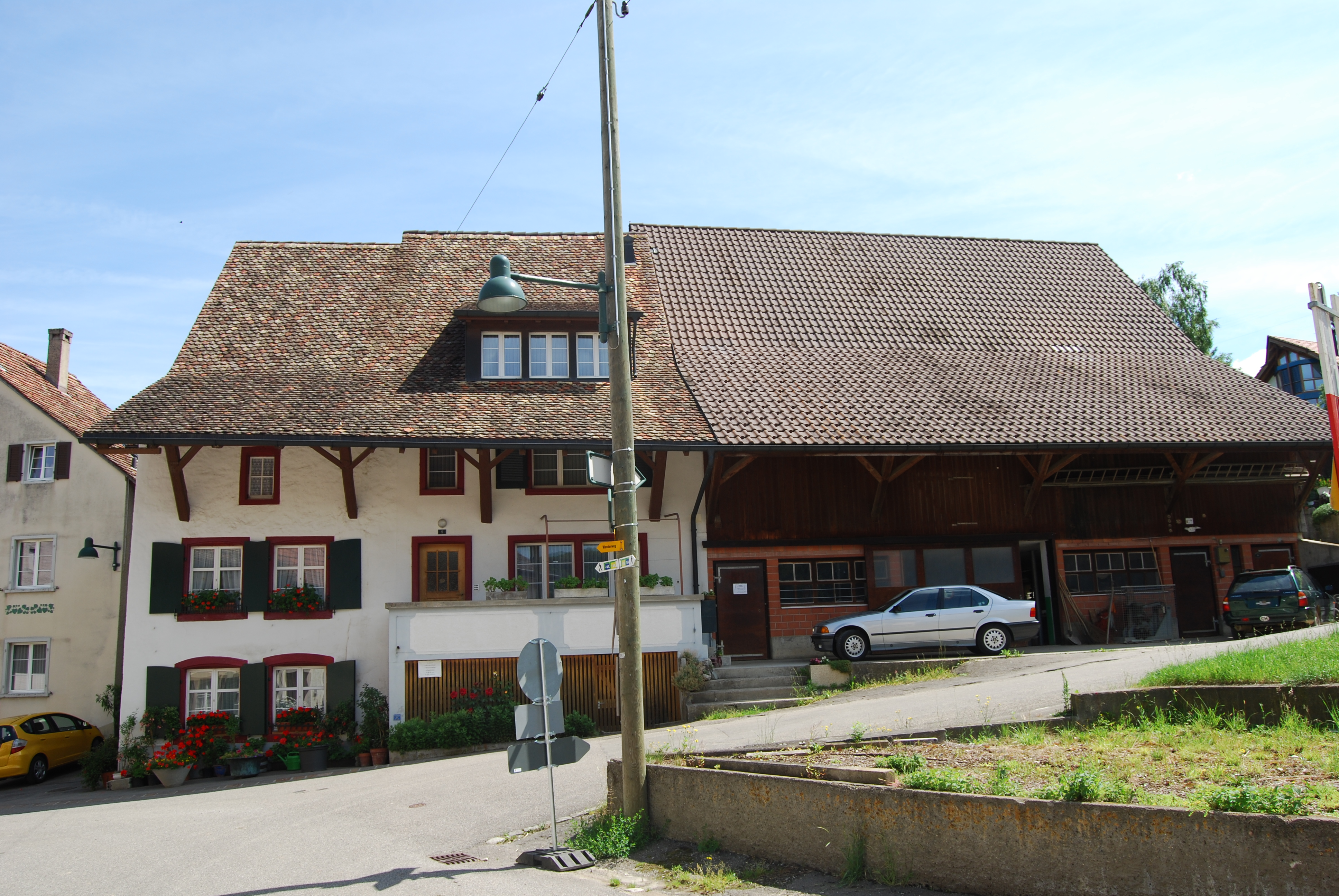
Bauernhaus im Dorfzentrum
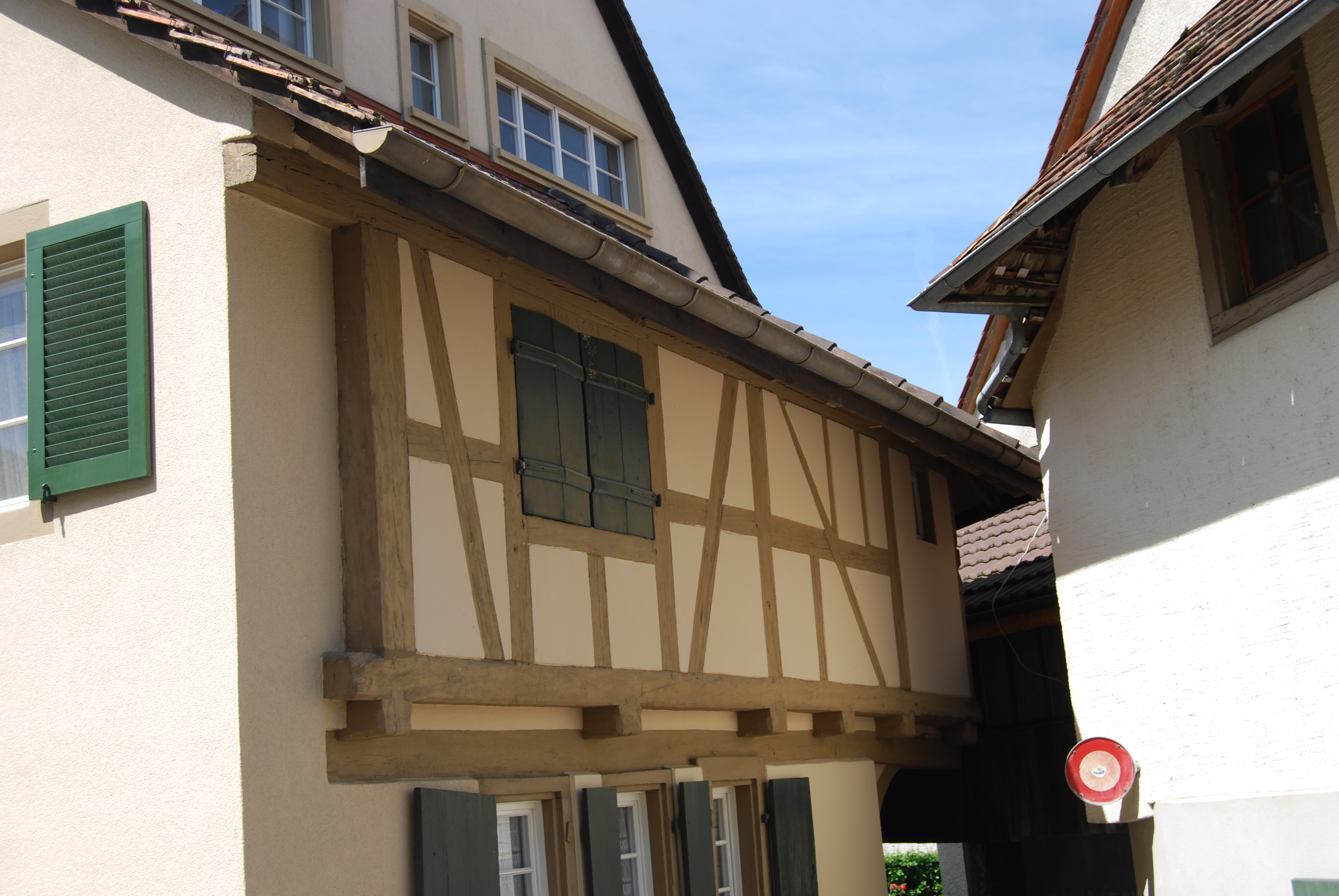
Fachwerkhaus
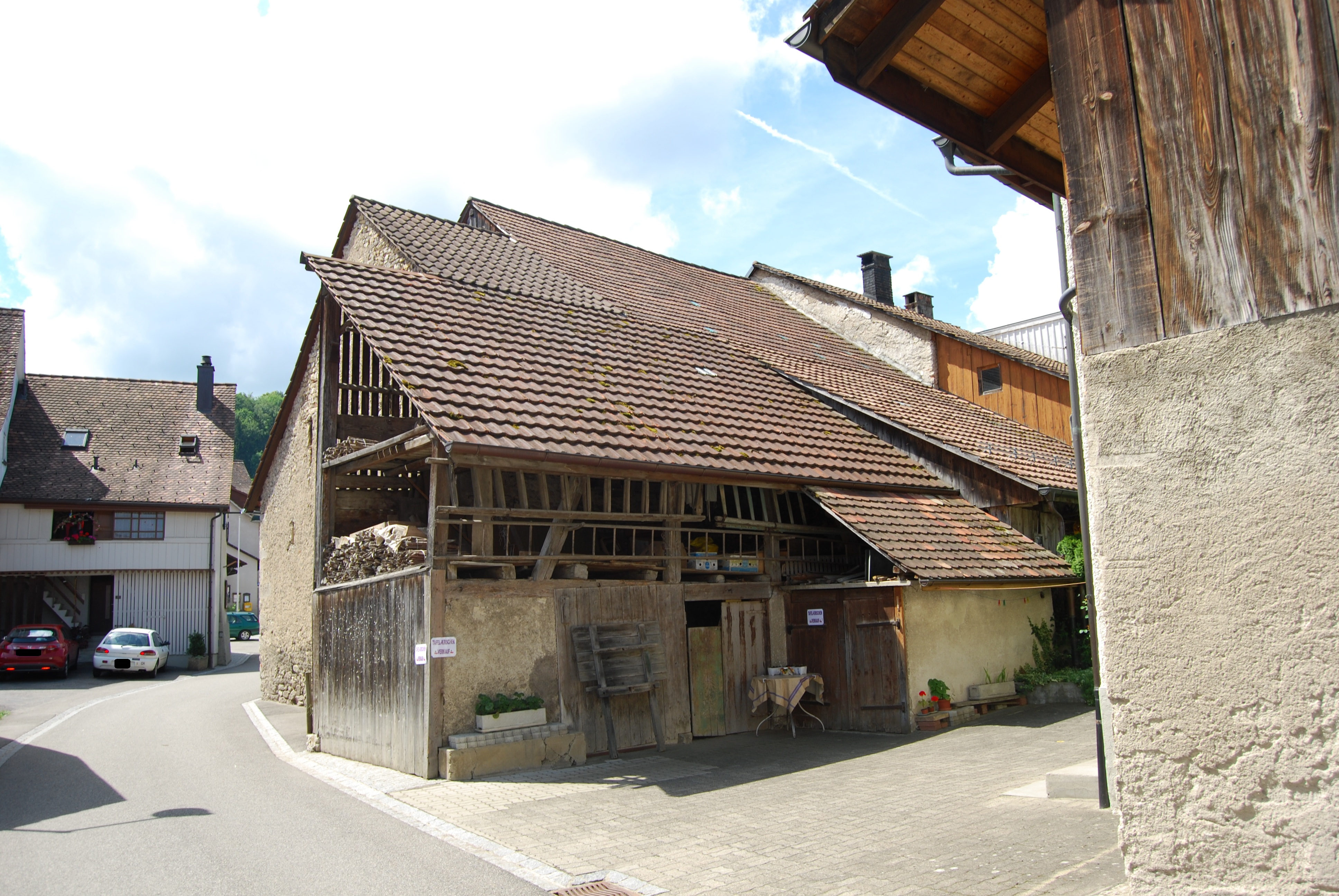
Holzschuppen